# Tabanus bimini
Tabanus bimini är en tvåvingeart som beskrevs av Philip 1957. Tabanus bimini ingår i släktet Tabanus och familjen bromsar. Inga underarter finns listade i Catalogue of Life.